# NGC 6939
NGC 6939 هي مجرة تتبع كوكبة الملتهب. اكتشفها ويليام هيرشل في 9 سبتمبر 1798.

## روابط خارجية
- NGC 6939 على موقع ويكي سكاي: DSS2, SDSS, GALEX, IRAS, Hydrogen α, X-Ray, Astrophoto, Sky Map, Articles and images